# Битва при Винтертуре (1799)
Битва при Винтертуре (фр. Bataille de Winterthour) — одна из битв Войны второй коалиции, произошедшая 27 мая 1799 года.
К середине мая 1799 года австрийцы вырвали контроль над частями Швейцарии у французов, так как войска под командованием Хотце и графа Генриха фон Беллегарда вытеснили их из Граубюндена. После разгрома 25-тысячной армии Жан-Батиста Журдана  на Дунае в битвах при Острахе и при Штокахе основная австрийская армия под командованием эрцгерцога Карла переправилась через Рейн у швейцарского города Шаффхаузен и приготовилась соединиться с армиями Хотце и Фридриха Джозефа Науэндорфского, на равнины, окружающие Цюрих.
Французская армия Гельвеции и Дунайская армия, теперь обе под командованием Андре Массены, стремились предотвратить это слияние. Массена послал Мишеля Нея и небольшой смешанный отряд кавалерии и пехоты из Цюриха, чтобы остановить войска Хотце в Винтертуре. Несмотря на ожесточенное противостояние, австрийцам удалось вытеснить французов с высокогорья Винтертур, хотя обе стороны понесли большие потери. Как только в начале июня произошло объединение армий Габсбургов, эрцгерцог Карл атаковал французские позиции в Цюрихе и вынудил французов отступить за Лиммат.

## Предыстория

### Политическая и дипломатическая ситуация
Первоначально правители Европы рассматривали революцию во Франции как конфликт между французским королём и его подданными, а не как нечто такое, в что они должны вмешиваться. По мере того, как революционная риторика становилась все более резкой, они заявляли, что интересы монархов Европы совпадают с интересами Людовика и его семьи; это заявление Пильница угрожало неоднозначными, но довольно серьёзными последствиями, если что-нибудь случится с королевской семьей. Положение французов становилось все более трудным. Усугубляя проблемы в международных отношениях, французские эмигранты продолжали агитировать за контрреволюцию. 20 апреля 1792 года Французский национальный конвент объявил войну Австрии. В этой войне Первой коалиции Франция противостояла большинству европейских государств, имеющих с ней сухопутные или водные границы, а также Португалии и Османской империи. Хотя коалиционные силы одержали несколько побед при Вердене, Кайзерслаутерне, Неервиндене, Майнце, Амберге и Вюрцбурге, усилия Наполеона Бонапарта в северной Италии отбросили австрийские войска назад и привели к заключению Леобенского мира и последующего договора Кампо-Формио.
Договор предусматривал проведение встреч между заинтересованными сторонами для выработки точных территориальных и вознаграждающих деталей. Созванный в небольшом городке Раштатт в средней части Рейнской области Конгресс быстро сорвался в трясине интриг и дипломатического позерства. Французы требовали больше территории. Австрийцы неохотно уступали отведенные территории. Усугубляя проблемы Конгресса, росла напряженность в отношениях между Францией и большинством союзников по Первой коалиции. Фердинанд Неаполитанский отказался платить согласованную дань Франции, и его подданные последовали за этим отказом с восстанием. Французы вторглись в Неаполь и основали Партенопейскую республику. Воодушевленное Французской республикой республиканское восстание в швейцарских кантонах привело к свержению Швейцарской конфедерации и созданию Гельветической республики. Французская директория была убеждена, что австрийцы планируют начать новую войну. Действительно, чем слабее казалась Франция, тем серьёзнее австрийцы, неаполитанцы, русские и англичане обсуждали эту возможность. В середине весны австрийцы достигли соглашения с Павлом I, по которому Александр Суворов выйдет из отставки, чтобы помочь Австрии в Италии с ещё 60 000 военнослужащих.

### Начало войны в 1799 году
Военная стратегия Французской директории в 1799 году предусматривала наступательные кампании на всех фронтах: в центральной Италии, северной Италии, швейцарских кантонах, верхней Рейнской области и Нидерландах. Теоретически, французы располагали объединёнными силами в 250 000 военнослужащих, но это было на бумаге, а не на поле боя. Когда в 1799 году наступила зима, генерал Жан-Батист Журдан и Дунайская армия численностью 50 000 человек, а фактической численностью 25 000 человек 1 марта переправились через Рейн между Базелем и Кельем. Этот переход официально нарушил Договор Кампо-Формио. Дунайская армия продвинулась через Шварцвальд и к середине марта заняла наступательную позицию на западном и северном краю Швейцарского плато у деревни Острах. Андре Массена уже вторгся в Швейцарию со своим войском в 30 000 человек и успешно прошел через Гризонские Альпы, Кур и Финстермюнц на Инн. Теоретически его левый фланг должен был соединиться с правым флангом Журдана, которым командовал Пьер Мари Бартелеми Ферино, на дальнем восточном берегу Боденского озера.
Австрийцы выстроили свою армию в линию от Тироля до Дуная. 46 000 человек под командованием графа Генриха фон Беллегарда сформировали оборону Тироля. Ещё один небольшой австрийский отряд численностью 26 000 человек под командованием Фридриха Фрайхерра фон Хотце охранял Форарльберг. Основная австрийская армия — около 80 000 военнослужащих под командованием эрцгерцога Карла Тешенского, зимовала на территории Баварии, Австрии и Зальцбурга на восточной стороне реки Лех. В битвах при Острахе (21 марта) и Штокахе (25 марта) основные силы австрийцев отбросили Дунайскую армию обратно в Шварцвальд. Чарльз планировал пересечь верхний Рейн в швейцарском городе Шаффхаузен. Фридрих Фрайхерр фон Хотце отвел часть (примерно 8000 человек) своих войск на запад, оставив остальных защищать Форарльберг. В то же время Фридрих Йозеф, граф Науэндорф, перевел левое крыло основных австрийских сил через Рейн у Эглизау. Они планировали объединиться с основной австрийской армией, взять под контроль северные точки доступа к Цюриху и вступить в бой с Массеной.
К середине мая моральный дух французов был на низком уровне. Они понесли ужасные потери при Острахе и Штокахе, хотя они были восполнены подкреплением. Два старших офицера Дунайской армии, Шарль Матье Исидор Декан и Жан-Жозеф Анж д’Отпуль, предстали перед военным трибуналом по обвинению в ненадлежащем поведении, заявленному их старшим офицером Журданом. Жан-Батист Бернадотт и Лоран де Гувион Сен-Сир были больны или утверждали, что были больны, и покинули армейские лагеря, чтобы поправить свое здоровье. Силы Массены были отбиты армией Хотце у Фельдкирха и вынуждены отступить, а неспособность Лекурба прорваться против австрийских сил Беллегарда в Тироле означала, что Массене пришлось отвести свое южное крыло назад, а также его центр и северные фланги, чтобы поддерживать связь с отступающими армиями на его бока. В этот момент швейцарцы снова восстали, на этот раз против французов, и Цюрих стал последней защищаемой позицией, которую Массена мог занять.

### Место действия
Винтертур (/ˈvɪntərtʊər/; немецкое произношение: [ˈvɪntərˌtuːr]) находится на юго-востоке реки Тёс на расстоянии 31 километра к северо-востоку от Цюриха. К северу и востоку от города раскинулось кольцо холмов высотой около 687 метров. На западе река Тес течет на своем протяжении 59,7 км на север, к Рейну. Местоположение римского поселения с 200 по 400 год и место средневековой битвы в 919 году, его расположение на семи перекрестках придавало ему стратегическое значение в попытке контролировать коммуникации север-юг и восток-запад в первые дни войны Второй коалиции.

### Руководство
После поражений в битвах при Острахе и Штокахе и отступления Дунайской армии в Шварцвальд французская директория в апреле 1799 года уволила Жан-Батиста Журдана и передала командование как армией Гельвеции, так и армией Дуная Андре Массене. Защищая северный доступ к Цюриху, Массена собрал несколько лучших командиров, которые у него были; в конечном итоге трое из них стали маршалами Франции, а Тарро — надежным дивизионным генералом.
Положение французов было ужасным. Они были разгромлены на юго-западе Германии, а легендарный Александр Суворов направлялся в северную Италию с 60 000 русскими, чтобы принять там командование коалиционными силами. Граф Генрих Беллегард, располагавшийся с 20 000 человек в Граубюндене, фактически изолировал силы Массены от любой помощи со стороны Италии. Наиболее угрожающим было то, что главная армия эрцгерцога Карла находилась менее чем в дне пути; только по численности она могла сокрушить его, или, если он отступит на запад, её позиция отрежет ему путь отступления во Францию. Если левое крыло Карла, которым командовал Науэндорф, соединится с силами Хотце, приближающимися с востока, Массена знал, что Карл нападет и, скорее всего, вытеснит его из Цюриха.
Чтобы предотвратить это слияние австрийских сил, Массена создал передовую линию с центром в Винтертуре под общим командованием опытного Жана Виктора Тарро. Французские войска были выстроены неровным полукругом, центральную часть которого составлял Винтертур. Командование бригадами Винтертура было самым важным. Если бы центр не смог удержать свои позиции, фланги были бы изолированы и раздавлены. 27 мая 1799 года Массена отправил недавно назначенного дивизионного генерала Мишеля Нея в Винтертур, чтобы принять командование центром. Массена отозвал его с задания командовать аванпостом сил Клода Лекурба в центральной Швейцарии и дал ему командование, более соответствующее его новому званию. Ней прибыл с репутацией смелого человека, считавшегося типичным для кавалерийских офицеров, но с минимальным опытом командования смешанными войсками. Стремясь проявить себя, но зная о протоколах, он поспешил в штаб-квартиру Тарро, но ему пришлось ждать своих служебных писем, прежде чем он смог принять командование. Они прибыли 25 мая. Войска в Винтертуре включали бригаду из четырёх батальонов под командованием Доминика Мансуи Роже, слабую бригаду под командованием Теодора Максима Газана и кавалерийскую бригаду под командованием Фредерика Анри Вальтера.
Как и Ней, Фридрих Фрайхерр фон Хотце, австрийский командующий, также был кавалерийским офицером. В отличие от Нея, он обладал обширным опытом работы в полевых условиях. Уроженец Швейцарии Хотце поступил на военную службу к герцогу Вюртембергскому в 1758 году и был произведен в ротмистры или капитаны кавалерии; он недолго участвовал в Семилетней войне, но не участвовал в сражениях. Позже он служил в русской армии во время русско-турецкой войны. Получив австрийское назначение, он вступил в императорскую армию Габсбургов и участвовал в короткой войне за баварское наследство. Его участие в войне Первой коалиции, особенно в битве при Вюрцбурге, принесло ему доверие эрцгерцога Карла и возведение в дворянское достоинство братом Карла, Францем II, императором Священной Римской империи.

### Подготовка к битве
22 мая 1799 года Фридрих Йозеф, граф Науэндорф, возглавил большую колонну, переправившуюся через Рейн в Констанце, Штайне и Эглизау. Войска Хотце уже переправились через Рейн дальше на восток, где он все ещё был горным потоком, прошли через Граубюнден, вошли в Тоггенбург и двинулись к Цюриху.
Чтобы помешать этим двум силам объединиться, 22 мая Массена и 23 000 солдат Дунайской армии выступили из Цюриха в направлении Винтертура. Миновав Винтертур, они продвинулись ещё на 14 км к северо-востоку, и 25 мая две армии столкнулись у Фрауэнфельда. Численное превосходство почти в четыре раза, силы Хотце были сильно потрепаны французами; 750 человек Хотце были убиты или ранены, а 1450 взяты в плен; кроме того, Хотце потерял два орудия и одно знамя. Его заместитель, генерал-майор Кристоф Карл фон Пьячек, был ранен в бою и позже скончался от полученных ран. Однако, несмотря на численное превосходство французов, Хотце вывел свои войска из боя, маневрировал вокруг французских позиций и бежал в направлении Винтертура.
Тем временем к 26 мая Науэндорф разбил лагерь близ Анделфингена и восстановил контакт с основными силами австрийцев. Объединившись с Науэндорфом, эрцгерцог Карл ждал войска Хотце, наступающего с востока, прежде чем напасть на французов в Цюрихе. В ту же ночь Хотце разбил лагерь между Фрауэнфельдом и Хюттвиленом, примерно в 10 км к юго-востоку от позиции Науэндорфа, и отправил свои передовые посты далеко вперед, до Исликона и Элгга, всего в 9 км востоку от Винтертура.

### Битва
Утром 27 мая Хотце собрал свои силы в три колонны и двинулся к Винтертуру. Напротив него Мишель Ней, недавно командовавший своей дивизией численностью около 3000 человек, развернул свои силы вокруг высот, так называемых Обер-Винтертур, кольца низменных холмов примерно в 6 км к северу от города.
Учитывая численность приближающихся к нему австрийских войск, Ней планировал отступить к Винтертуру. Прежде чем он смог осуществить это действие, главный командир передовой линии Жан Виктор Тарро прискакал на свою позицию и сказал, что поддержит Нея, отправив дивизию Жана-де-Дье Сульта; Ней понял, что это означает, что он должен был занять позицию вдоль всей линии форпоста, и что он не будет изолирован. Его небольшой отряд получит подкрепление от дивизии Сульта. Следовательно, Ней приказал самой слабой бригаде под командованием Газана двигаться вверх по длинной долине к Фрауэнфельду, а другой бригаде под командованием Роже занять правый фланг, предотвращая любой манёвр австрийцев с фланга.
К середине утра передовой отряд Хотце столкнулся с умеренным сопротивлением французов сначала со стороны бригады Роже, а затем, почти сразу, со стороны бригады Газа. Передовые австрийские войска быстро разгромили слабую бригаду Газы и овладели лесами, окружающими деревню Исликон. После захвата деревень Гундешвиль, Шоттикон, Визенданген и Стоген, расположенных к западу от Иликона, Хотце развернул две свои колонны лицом к французскому фронту, в то время как третья повернула вправо от французов, как и ожидал Ней.
К тому же времени Ней выдвинулся вперед с бригадой Газана и мог видеть, что враг приближается к нему; все ещё ожидая подкрепления Сульта на своих флангах, он ожидал легкой победы, подобной той, что была тремя днями ранее, когда силы Массены разгромили колонну Хотце у Фрауэнфельда. Он ещё не понимал, что у Хотце было 8000 человек, с которыми можно было обезопасить перекресток к северу от Винтертура. Ней вывел больше своих людей на фронт и двинулся против австрийского левого фланга. В результате австрийского залпа он и его лошадь упали; лошадь была убита, а Ней получил травму колена. Ему перевязали рану, позвали другую лошадь и он снова вступил в бой.
Теперь у Нея было две проблемы: он ожидал, что колонны поддержки из дивизии Сульта на обоих флангах прибудут мгновенно, и он не знал, что австрийцы прибыли в полном составе прямо перед его центром. Хотя бригада Роже была достаточно сильна, чтобы помешать австрийцам обойти позицию с фланга, бригада Газана была слишком слаба, чтобы противостоять превосходящим австрийским силам, которые заметно усиливались по мере того, как войска Хотце продолжали прибывать на передовую линию и бросаться в бой.
Окончательно смирившись с тем, что Сульт не прибудет, Ней не мог надеяться удержать свои позиции, не говоря уже о том, чтобы отбросить австрийцев назад. Он пришел к выводу, что должен отступить к Винтертуру. Чтобы прикрыть отступление, он приказал Вальтеру и его кавалерии занять позицию на Тессе, выше моста в Стиге. Оттуда кавалерия могла обеспечить организованное отступление. Среди мутной речушки, питающей Тесс, Ней разместил второй отряд, охраняющий деревню Тесс и дорогу, ведущую к гряде холмов, где он разместил пару пушек. С гребня его арьергард мог вести артиллерийский огонь по наступающим австрийцам.
Для Вальтера на мосту позиция казалась защищаемой столько времени, сколько потребовалось бы, чтобы вывести силы Нея через Винтертур, однако удара австрийских войск, когда они ударили по его обороне, было достаточно, чтобы прорвать его линию после 90 минут ожесточенных боев. Но там австрийский форвард застопорился. Хотя люди Хотце оттеснили людей Вальтера с моста, сами они не смогли его пересечь. С гребня арьергард Нея вел непрерывный пушечный огонь по любому из австрийцев, которые пересекали мост и пытались продвинуться вверх по склону. Хотце осознал бесполезность бросать своих людей под прямой пушечный огонь и приказал вместо этого вести непрерывный ружейный огонь. Это оказалось эффективным, так как Ней снова был ранен, на этот раз в левую руку, а его вторая лошадь была убита; он передал командование Газану, который организовал дальнейший отход с позиции.
Когда эрцгерцог услышал об успехе Хотце при взятии Винтертура, он приказал своим войскам усилить Науэндорф и захватить деревню и окрестности Нефтенбаха, в 7 км к северо-западу от Винтертура.Николя Удино, чьи люди захватили Нефтенбах как часть французской передовой линии, продержался большую часть дня, но ближе к вечеру был вынужден отступить на 4 км (2,5 миль) к Пфунгену; его позиция там была непригодна для обороны, и он был отброшен ещё дальше к окраинам Цюриха. Заняв Нефтенбах, Карл разместил внушительную группу войск между силами Нея и флангом Хотце и вынудил французов неравномерно отступать к Цюриху. Тарро маневрировал вокруг Тес, пытаясь восстановить свою переднюю линию, но Массена не хотел общего столкновения между Цюрихом и Нефтенбахом, не там и не тогда. Армии Швейцарии и Дуная не были готовы сразиться с Карлом; силы Массены не были готовы к сражению такого масштаба, которое требовалось для противостояния всей армии Карла, и ему нужна была оборона, предлагаемая Цюрихом, чтобы создать надлежащую линию обороны против надвигающейся австрийской атаки. В конце концов Тарро отозвал всю переднюю линию в Цюрих. Столкновение заняло 11 часов.

## Последствия
Силы Хотце понесли относительно высокие потери — 1000 человек были убиты, ранены или пропали без вести (12,5 %), от всех его 8000 человек, хотя его потери были сопоставимы с 800 убитыми, ранеными или пропавшими без вести у Нея из его 7000 человек (11,5 %). Что ещё более важно, Хотце удалось не только отбросить французов от Винтертура, но и объединить свои силы с силами Науэндорфа и Чарльза. Объединённые австрийские силы завершили полукруг вокруг позиций Массены в Цюрихе.
Для французов, несмотря на их успех ранее при Фрауэнфельде, акция была значительно менее успешной. В столкновении Ней был настолько ранен, что немедленно ушел в отпуск и оставался вне строя и командования до 22 июля. Ход сражения также продемонстрировал слабость французской системы командования, в которой личная вражда и соперничество между высокопоставленными офицерами, в данном случае Сультом и Тарро, подрывали французские военные цели. Тарро в конце концов обвинил Сульта в неподчинении; Сульт наотрез отказался идти на помощь Нею, несмотря на конкретные и прямые приказы переместить свою дивизию на фланги Нея.
Кроме того, французы опасно недооценили упорство и военное мастерство австрийцев. Белые мундиры, как французы называли австрийцев, были гораздо лучшими солдатами, чем предполагали французы, и, несмотря на такие демонстрации, как в Острахе, Штокахе и Винтертуре, французы продолжали придерживаться этого предубеждения. Это не менялось до 1809 года, когда битва при Асперн-Эсслинге и битва при Ваграме несколько недель спустя заставили Наполеона пересмотреть свое мнение об австрийских вооруженных силах.
В конце концов, битва при Винтертуре сделала возможной победу при Цюрихе. Как только австрийские армии объединились к западу, северу и востоку от Цюриха, Карл решил, что у него достаточно превосходящих сил, чтобы атаковать позиции Массены в Цюрихе. Его стратегия, направленная на развитие сходящейся атаки, была не совсем возможна без другого австрийского корпуса, которым командовал Суворов и который был расположен в горах в Италии; это сделало бы возможным близкое окружение командования Массены в Цюрихе, что сделало бы французскую позицию несостоятельной. Тем не менее, в Первой битве при Цюрихе австрийская армия вынудила французов оставить Цюрих; Массена отступил через Лиммат, где он занял оборонительную позицию на низменных холмах, возвышающихся над городом, и ждал возможности вновь овладеть городом.